# Missouri (Schiff)
Die Missouri, auch USS Missouri, (Kennung: BB-63; Spitzname „Mighty Mo“) ist ein ehemaliges Schlachtschiff der United States Navy und gehört zur Iowa-Klasse. Sie wurde 1944 in Dienst gestellt und nahm ab 1945 am Pazifikkrieg teil. Am 2. September 1945 wurde auf der Missouri Geschichte geschrieben, als auf dem Vordeck die politischen und militärischen Vertreter Japans kapitulierten und so der Zweite Weltkrieg sein Ende fand. Ab 1950 fuhr das Schlachtschiff Einsätze im Koreakrieg und wurde danach der Reserveflotte zugeteilt. Dort verblieb es bis 1984 und wurde danach, stark modernisiert, im Zweiten Golfkrieg eingesetzt.
Heute liegt die Missouri in Pearl Harbor (Hawaii) und kann dort als Museumsschiff besichtigt werden.

## Technik

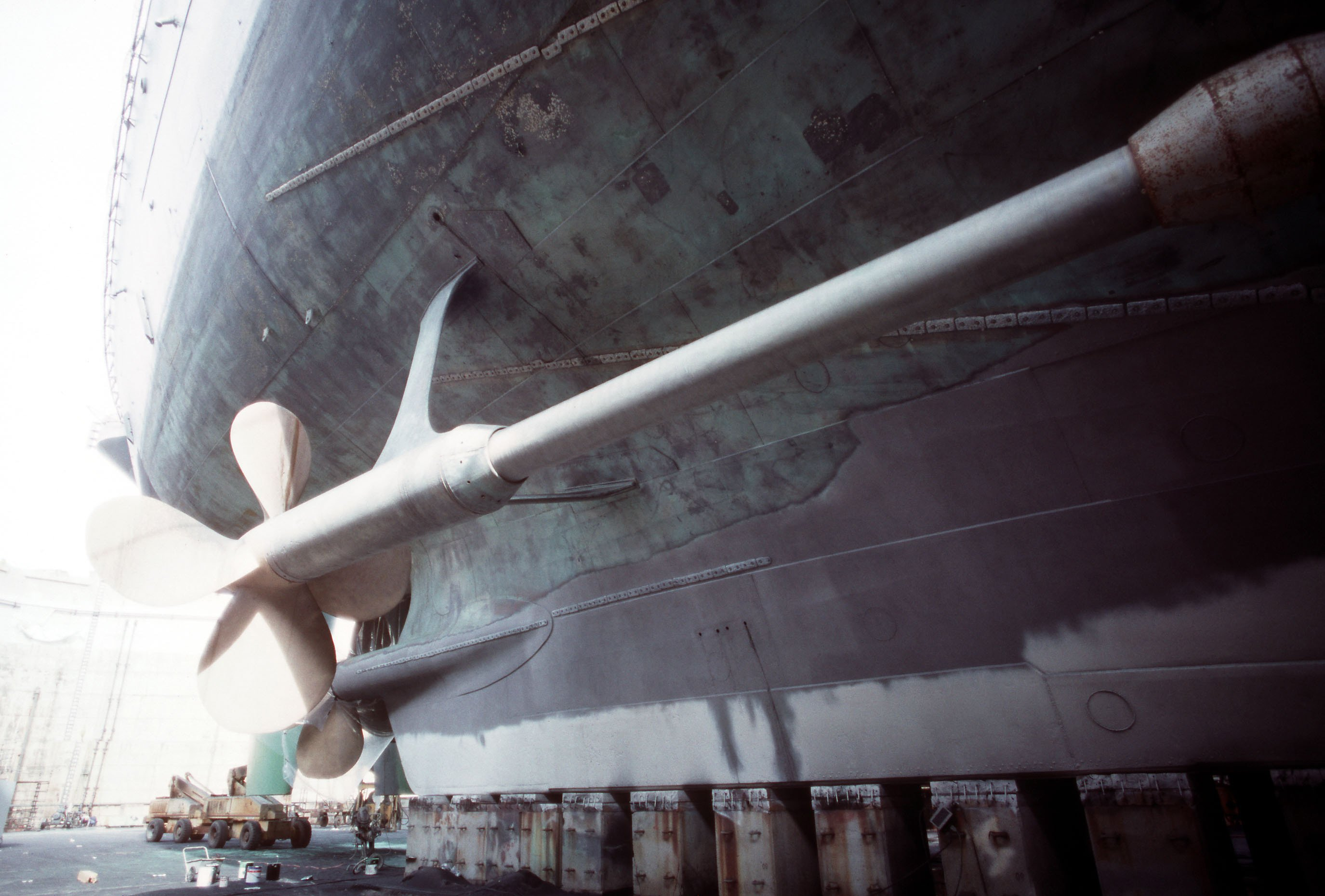
Die beiden Steuerbordpropeller der Missouri 1989 im Trockendock

Die Missouri gehört zur Iowa-Klasse. Diese Schiffsklasse hatte eine Länge von rund 270 Meter und eine Breite von 33 Meter. Diese Ausmaße wurden nach der Panamax-Spezifikation gewählt, damit solche Schlachtschiffe in die Schleusen des Panamakanals passten und somit schnell zwischen Pazifik und Atlantik wechseln konnten. Die Wasserverdrängung der Missouri entsprach nur auf dem Papier der auf der Londoner Flottenkonferenz von 1936 festgelegten Obergrenze von 45.000 tn.l. Bei voller Zuladung lag sie tatsächlich bei etwa 58.000 tn.l. Angetrieben wurde die Missouri von vier Propellern, die ihre Energie von je einer Hoch- und einer Niederdruckdampfturbine erhielten. Mit ihren 33 Knoten waren die Schiffe der Iowa-Klasse die schnellsten Schlachtschiffe überhaupt. Erkauft wurde dies allerdings mit dem Verzicht auf einen weiteren Ausbau der Panzerung im Vergleich zur Vorgängerklasse, dem andere Marinen hingegen den Vorzug gaben.
Die Hauptartillerie der Missouri bestand aus neun Geschützen vom Kaliber 40,6 cm, die in zwei Drillingstürmen auf dem Vorschiff und einem weiteren auf dem Achterschiff zusammengefasst waren. Mit einer Reichweite von bis zu 40 Kilometern konnten diese Waffen gegen See- und Landziele eingesetzt werden. Zusätzlich besaß die Missouri zunächst seitlich der Decksaufbauten je fünf Mehrzweck-Zwillingsgeschütze vom Kaliber 12,7 cm und zahlreiche kleinere Flugabwehrkanonen der Kaliber 4,0 und 2,0 cm. Da diese sich aber teilweise schon im Zweiten Weltkrieg wegen ihrer geringen Reichweite und Durchschlagskraft als ineffizient gegen schnell anfliegende gegnerische Flugzeuge erwiesen hatten, wurde diese Sekundärbewaffnung im Laufe der Jahre entfernt. Bei der Modernisierung 1984 erhielt die Missouri mehrere Arten von Lenkwaffen: 32 Marschflugkörper BGM-109 Tomahawk in acht Armored Box Launchers, 16 Seezielflugkörper AGM-84 Harpoon und vier Nahbereichsverteidigungssysteme Phalanx, die um die Aufbauten verteilt wurden. Die beiden Bordflugzeuge waren bereits nach dem Zweiten Weltkrieg durch Bordhubschrauber ersetzt worden.

## Geschichte

### Planung und Bau

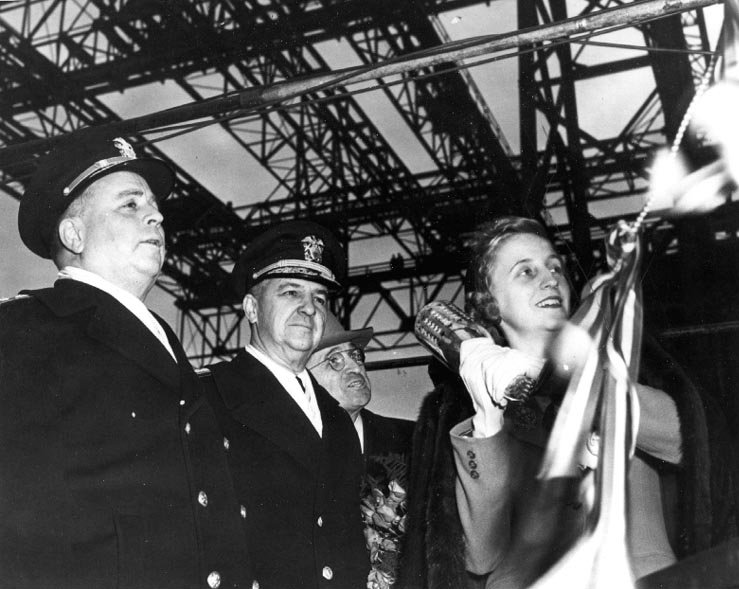
Margaret Truman und ihr Vater mit zwei Navy-Admiralen bei der Schiffstaufe

Die Planungen für die Schiffe der Iowa-Klasse begannen 1938, die Missouri wurde als dritte von sechs Einheiten auf Kiel gelegt; tatsächlich fertiggestellt wurden nur die ersten vier. In Auftrag gegeben wurde das Schiff am 12. Juni 1940, am 9. Januar 1941 erfolgte die Kiellegung auf der New York Naval Shipyard in Brooklyn, New York City. Nach fast exakt drei Jahren Bauzeit wurde das Schiff am 29. Januar 1944 vom Stapel gelassen. Die traditionelle Schiffstaufe für das Schlachtschiff nahm als Taufpatin Margaret Truman vor, die Tochter des damaligen US-Senators für den Bundesstaat Missouri und späteren Präsidenten Harry S. Truman. Nach dem Stapellauf folgten die Endausrüstung an der Pier sowie erste Erprobungsfahrten.
Am 11. Juni 1944 wurde die Missouri offiziell in Dienst der US Navy gestellt. Sie war damit das letzte Schlachtschiff, das der Flotte der Vereinigten Staaten zuging, da das vierte Schiff der Iowa-Klasse, die Wisconsin, weniger Bauzeit benötigte und bereits im April fertiggestellt war. Pläne für die Nachfolgeeinheiten der Montana-Klasse wurden nie umgesetzt.
Sommer und Herbst des Jahres 1944 brachte die Missouri damit zu, aus der Naval Station Norfolk, Virginia, heraus Erprobungs- und Übungsfahrten vor New York und der Chesapeake Bay durchzuführen. Am 11. November waren diese abgeschlossen, und das Schiff wurde durch den Panamakanal nach San Francisco beordert, wo einige zusätzliche Arbeiten stattfanden, die sich vorwiegend mit der Ausstattung der Räumlichkeiten für Flaggoffiziere beschäftigten.

### Erste Dienstzeit (1944–1955)

#### Zweiter Weltkrieg

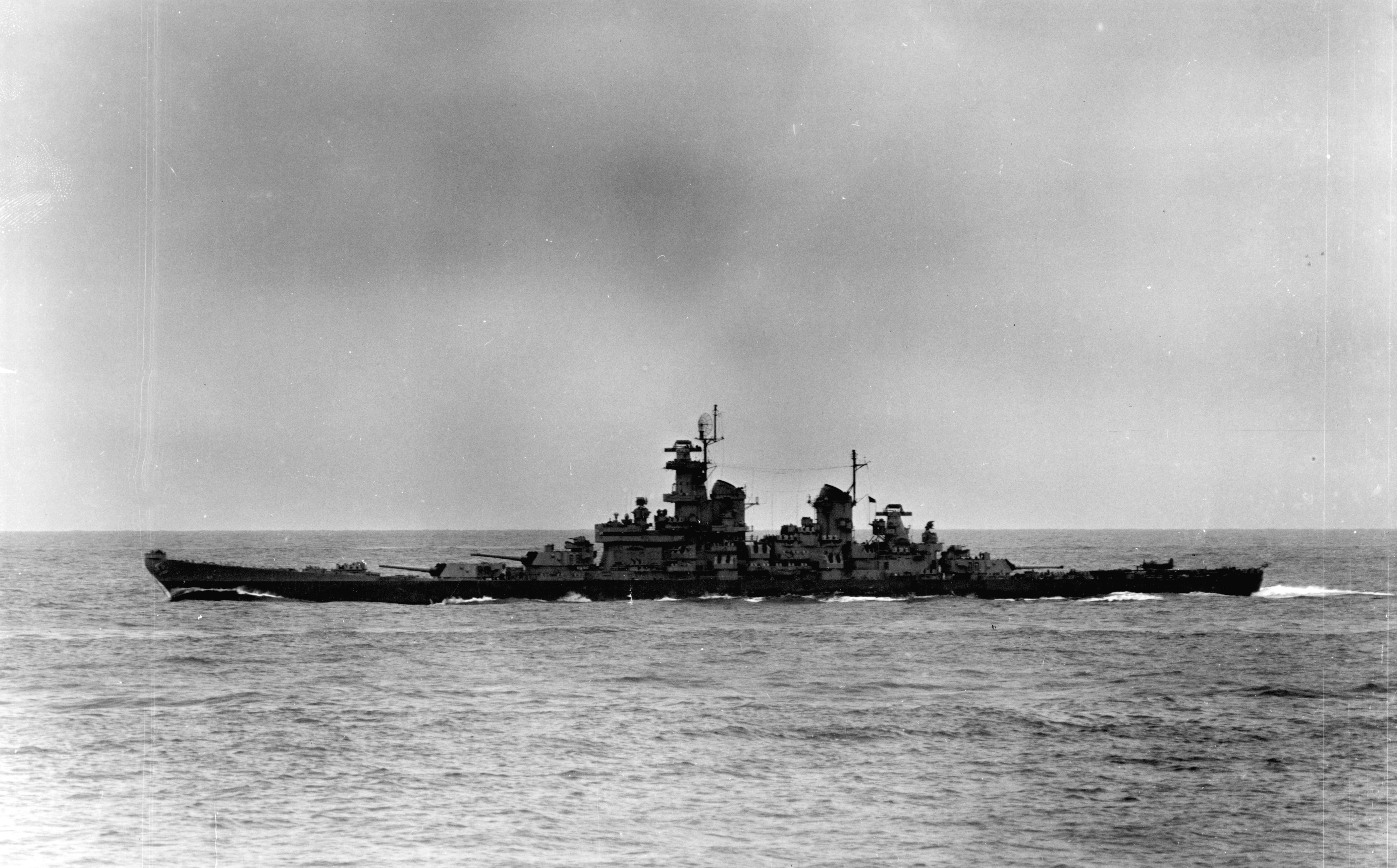
Schlachtschiff Missouri Anfang 1945 im Pazifik

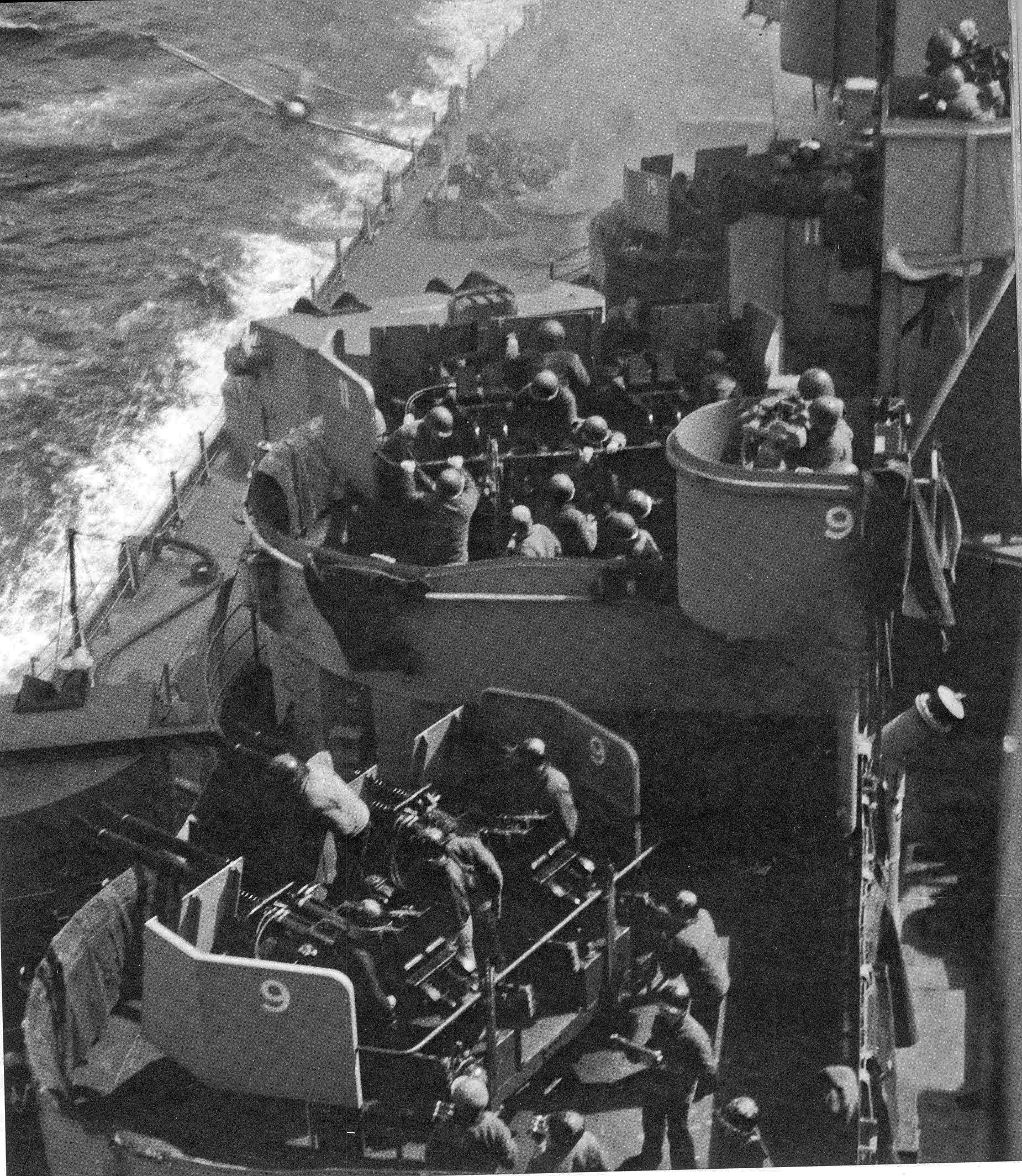
Kamikazeangriff auf die Missouri

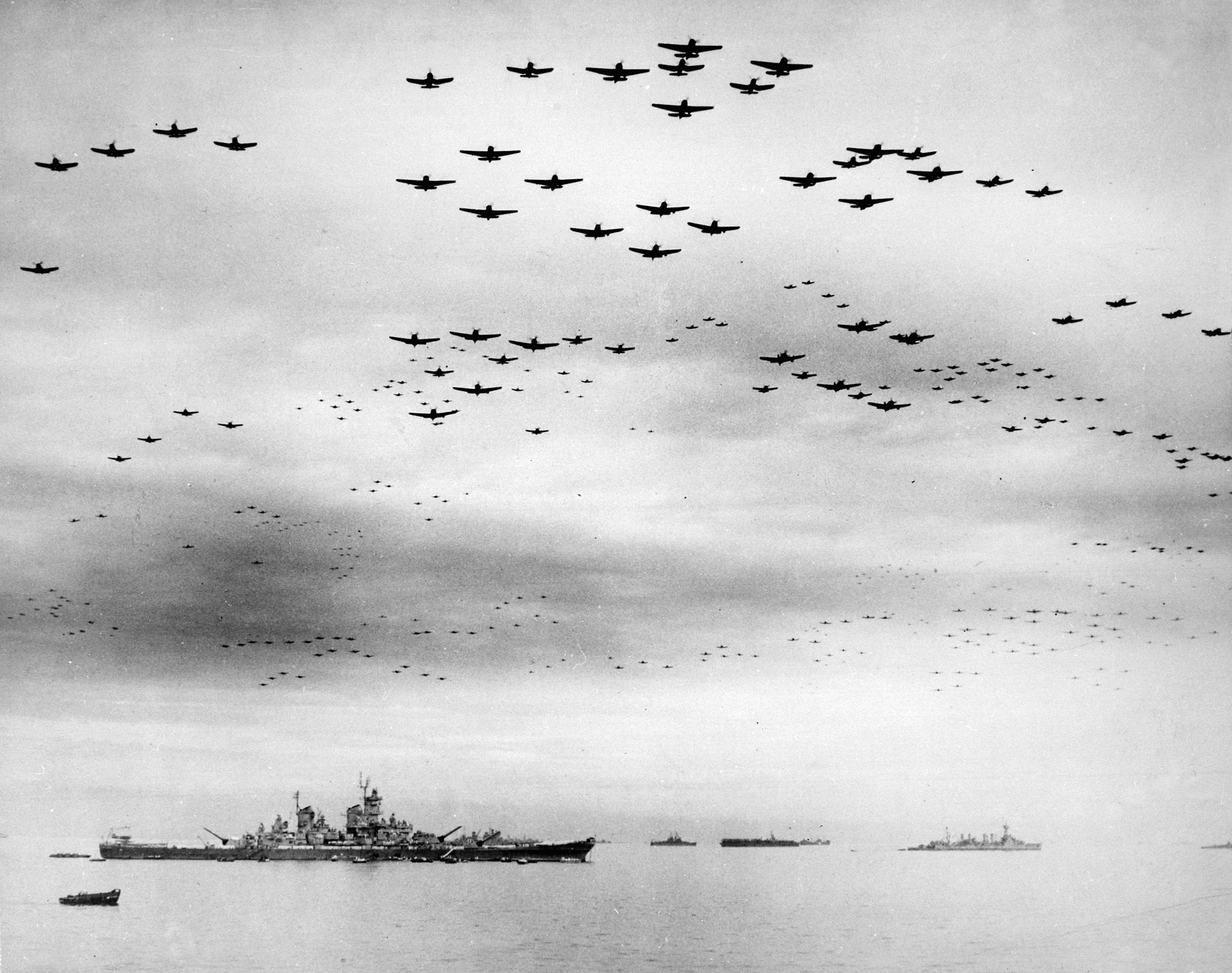
Luft- und Seeparade anlässlich der Kapitulations-Feierlichkeiten am 2. September 1945

Im Dezember 1944 verließ die Missouri San Francisco und fuhr über Pearl Harbor nach Ulithi auf den Karolinen. Dort wurde sie der fünften Flotte, genauer der Task Force 58 unter dem Kommando von Vice Admiral Marc Andrew Mitscher zugeteilt. Zeitweise setzte Mitscher seine Flagge auf der Missouri, wählte sie somit als Flaggschiff aus und leitete von ihr aus die Kampfgruppe. Am 27. Januar 1945 verließ das Schlachtschiff den Hafen als Geleitschutz des Flottenflugzeugträgers Lexington. Im Anschluss beschoss die Missouri während der Schlacht um Iwojima die Pazifikinsel, um die Invasion durch US Marines vorzubereiten. Anfang März kehrte die TF 58 zurück nach Ulithi.
Die Missouri wurde daraufhin dem Träger Yorktown zugewiesen, den sie vor Fliegerangriffen schützte, während US-amerikanische Trägerflugzeuge Japan angriffen. Während dieser Angriffe wurde am 19. März der Träger Franklin schwer beschädigt. Die Pittsburgh, ein Kreuzer der Baltimore-Klasse, nahm den Träger in Schlepp und die Kampfgruppe um Yorktown und Missouri deckte die Fahrt bis nach Ulithi. Ab dem 24. März war die Missouri während der Schlacht um Okinawa zusammen mit mehreren anderen Schlachtschiffen am Beschuss der Küste Okinawas beteiligt, um dort die Invasion vorzubereiten. Nach dem Beginn der Landungen wurde die Missouri wieder den Flugzeugträgern der Task Force zugeteilt. In den folgenden Tagen entgingen die Missouri und fünf weitere anwesende Schlachtschiffe nur knapp einer Schlacht gegen einen Gegner, der den US-Schlachtschiffen ebenbürtig, wenn nicht gar überlegen war: Die Marineführung Japans hatte das größte Schlachtschiff der Welt, die Yamato, in einer Kamikazeaktion gegen die zahlenmäßig weit überlegenen amerikanischen Kriegsschiffe vor Okinawa in Marsch gesetzt. Da die Japaner ihr Schiff aber nur unzureichend vor Luftangriffen schützen konnten, gelang es US-amerikanischen Trägerflugzeugen am 7. April 1945, die Yamato zu versenken, bevor sie die amerikanische Flotte erreichte.
Am 11. April musste auch die Missouri erste direkte Angriffe hinnehmen: Einem Kamikaze-Flieger gelang es, hinter den Vorhang von Flakgeschossen der Missouri zu gelangen und sich auf das Schiff zu stürzen. Das Flugzeug traf das Schlachtschiff unterhalb des Hauptdecks auf Höhe des achterlichen Geschützturms. Teile des Flugzeuges und der Körper des Piloten wurden auf das Deck geschleudert, während der Sprengstoff im Flugzeug nicht explodierte und ins Meer fiel. Das durch den Flugzeugtreibstoff entfachte Feuer konnte nach wenigen Minuten gelöscht werden. Auf amerikanischer Seite gab es keine Opfer, der japanische Pilot starb. Der Kommandant der Missouri, Captain William M. Callaghan, entschied, dem Kamikaze-Piloten eine Seebestattung mit militärischen Ehren zukommen zu lassen, da er seinem Land gedient habe wie die Crew der Missouri dem ihrigen. Bei einem zweiten Kamikaze-Angriff streifte die Tragfläche eines Flugzeugs den Kran zur Flugzeugaufnahme und kappte ihn. Die Maschine explodierte danach mitsamt ihrem Sprengstoff im Heckwasser der Missouri. Die Flugzeugtrümmer flogen über das gesamte Achterdeck bis zum Turm 3 und verwundeten einige Besatzungsmitglieder in diesem Bereich. Sechs Tage nach dem ersten Kamikaze-Angriff bemerkte die Besatzung der Missouri ein japanisches U-Boot, das sich zwölf Meilen (etwa 22 Kilometer) von der Kampfgruppe entfernt in Position brachte. Der benachrichtigte Leichte Flugzeugträger Bataan jagte das U-Boot in Zusammenarbeit mit vier Zerstörern und versenkte es. Am 5. Mai wurde das Schlachtschiff von Okinawa abgezogen und kehrte zurück nach Ulithi.
Von Ulithi wurde die Missouri am 18. Mai nach Guam weitergeleitet, wo sie noch am selben Tag ankam. Admiral William F. Halsey, Oberbefehlshaber der dritten Flotte, setzte seine Flagge auf der Missouri und nur drei Tage später verließ das Schlachtschiff Apra Harbor, um mit Küstenbeschießungen in der Präfektur Okinawa fortzufahren. Den Rest des Mai sowie den halben Juni führte sie Operationen in der Region aus, bevor sie sich nach San Pedro auf Leyte (Philippinen) zurückzog und dort drei Wochen verblieb.
Am 8. Juli verließ eine Flotte um die Missouri den Hafen, um Ziele auf den japanischen Hauptinseln Honshū und Hokkaidō anzugreifen. Am 10. Juli begannen Angriffe auf Tokio; die nächsten Tage zog die Flotte nordwärts Richtung der Hauptinsel Hokkaidō. Neben militärischen Zielen wurden wichtige Industriekomplexe angegriffen, entweder durch Schiffsartillerie oder durch Trägerflugzeuge. Auch nach den Abwürfen der Atombomben auf Hiroshima und Nagasaki war die Missouri im Einsatz vor den japanischen Hauptinseln, bis Präsident Truman am 15. August verkündete, dass Japan der bedingungslosen Kapitulation zugestimmt habe. Admiral Halsey wurde nur einen Tag später vom soeben an Bord der Missouri gekommenen Oberbefehlshaber der Pazifikflotte der Royal Navy, Admiral Bruce Fraser, der Order of the British Empire verliehen. Am 29. August lief die Missouri in die Bucht von Tokio ein, um die förmliche Unterzeichnung der Kapitulation Japans vorzubereiten.
Am 2. September kamen hochrangige Offiziere aller Alliierten an Bord, um der Unterzeichnung der Kapitulationsurkunde durch Japan beizuwohnen. Das Vordeck, genauer der Decksbereich steuerbord des Turms 2, auf dem die Zeremonie stattfinden sollte, war nur spärlich dekoriert worden. Neben dem Sternenbanner mit seinen damals 48 Sternen wurde der japanischen Delegation gegenüber die historische US-Flagge mit 31 Sternen gehisst, die Commodore Matthew Calbraith Perry im Jahre 1853 bei seiner Landung in der Bucht von Tokio geführt hatte, als er die Öffnung Japans gegenüber dem Westen erzwang. Diese Flagge war eigens für die Kapitulationsfeierlichkeiten aus dem Naval Academy Museum eingeflogen worden.

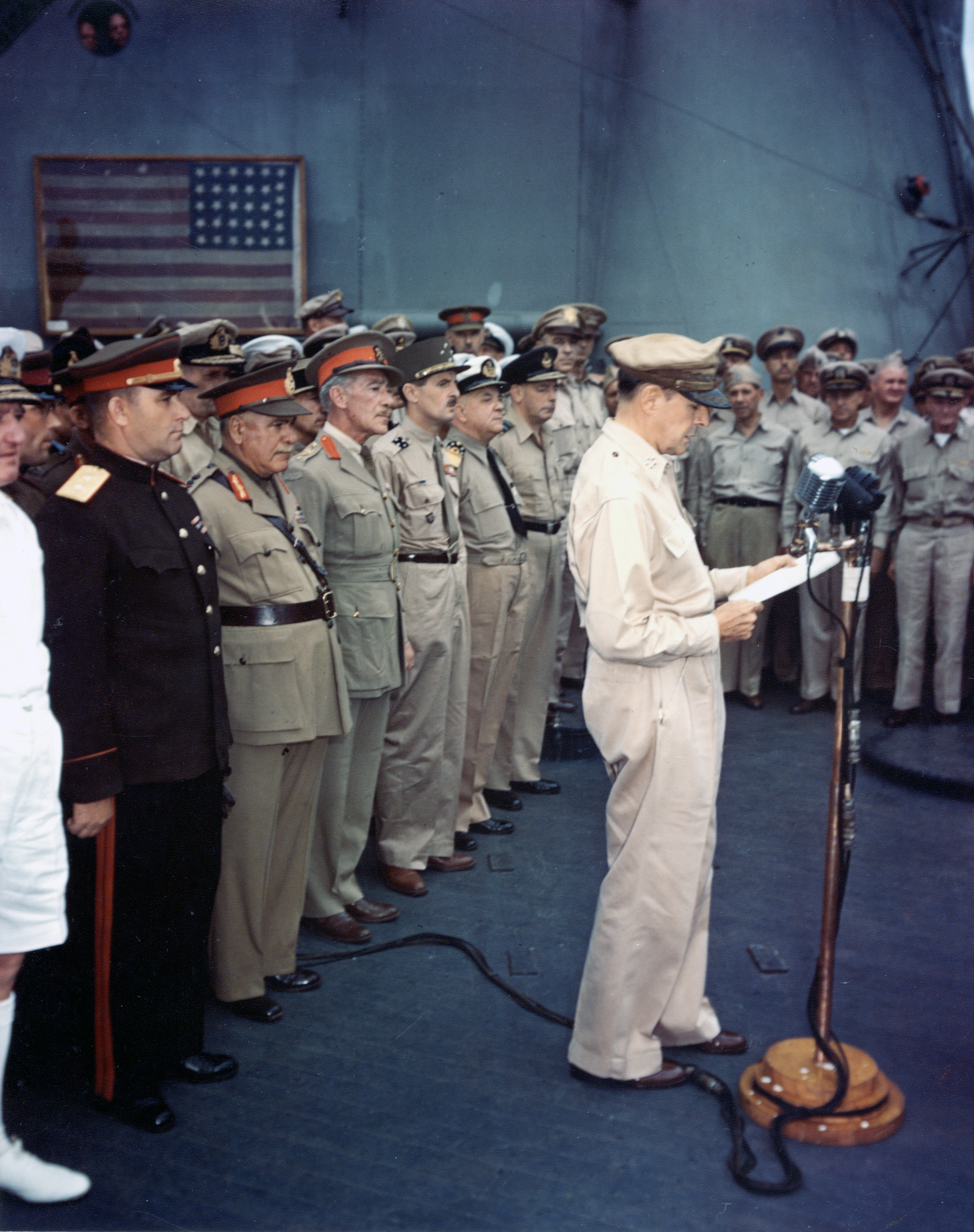
General MacArthur vor alliierten Teilnehmern der Zeremonie, Commodore Perrys Flagge im Hintergrund

General Douglas MacArthur, der Oberkommandierende der alliierten Streitkräfte im Pazifikraum, kam um 08:43 Uhr an Bord, die japanische Delegation um Außenminister Shigemitsu Mamoru um 08:56 Uhr. Die Zeremonie begann um 09:02 Uhr und dauerte nur 23 Minuten. Neben Shigemitsu in Vertretung des japanischen Kaisers unterzeichnete für die Streitkräfte Japans General Umezu Yoshijirō, auf amerikanischer Seite neben MacArthur auch Fleet Admiral  Chester W. Nimitz. Für die Alliierten unterzeichneten:
- für Großbritannien Admiral of the Fleet Bruce Fraser, Erster Baron Fraser of North Cape
- für die Sowjetunion Generalleutnant Kusma Derewjanko
- für Frankreich Général d’armée Jacques-Philippe Leclerc de Hauteclocque
- für Australien General Sir Thomas Blamey
- für Kanada Colonel Moore Cosgrave
- für die Niederlande Vice-admiraal Conrad Helfrich
- für die Republik China General Hsu Yung-Chang
- für Neuseeland Air Vice Marshal Leonard M. Isitt

Nach der Zeremonie blieb die Missouri noch bis zum 6. September in der Bucht von Tokio. Einen Tag vorher hatte Admiral Halsey die Missouri verlassen und auf das Schlachtschiff South Dakota übergewechselt. Nach der Ausfahrt aus der Bucht fuhr die Missouri Richtung Osten. Im Rahmen der Operation Magic Carpet nahm sie auf dem Weg in heimische Gewässer auf Guam noch Soldaten auf und erreichte Pearl Harbor schließlich am 20. September.

#### Zwischenkriegszeit

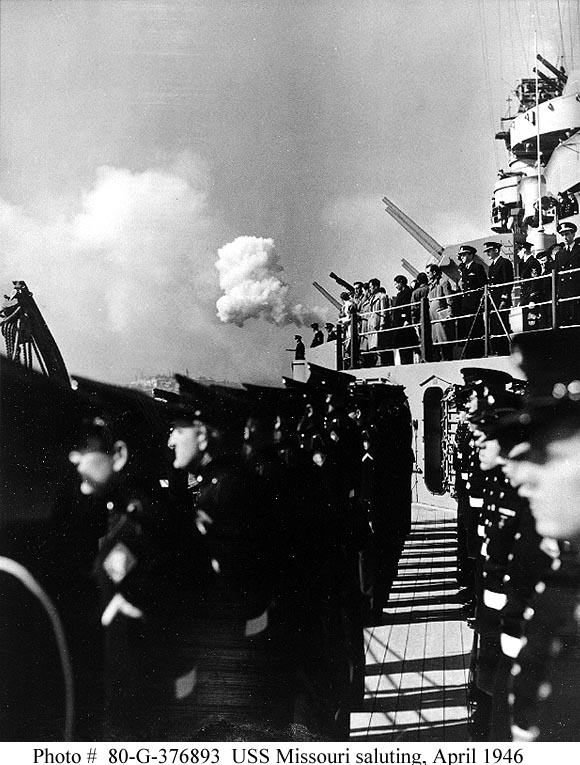
Ehrenbezeugung für den verstorbenen türkischen Botschafter Münir Ertegün

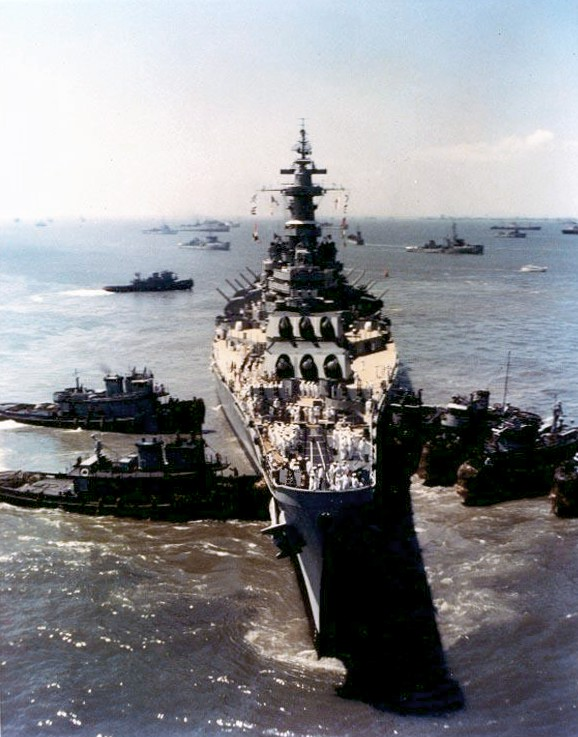
Die Missouri 1950 auf Grund gelaufen

Am 29. September verließ die Missouri Hawaii und fuhr weiter ostwärts. Durch den Panamakanal trat sie wieder in den Atlantik ein und lief am 23. Oktober in New York ein. Dort setzte der Kommandant der US-Atlantik-Flotte, Admiral Jonas H. Ingram, seine Flagge auf dem Schlachtschiff, bevor es am 27. Oktober am „Navy Day“ 21 Salutschüsse für Präsident Truman abfeuerte. Danach begann eine Überholung in der Bauwerft, der New York Naval Shipyard.
Nach einer darauf folgenden Erprobungsfahrt vor die Küste Kubas nahm die Missouri am 21. März 1946 den Sarg mit den sterblichen Überresten des ehemaligen türkischen Botschafters in Washington Münir Ertegün auf, um diesen auf ihrer ersten Fahrt in europäische Gewässer in sein Heimatland zu überführen. Mit 19 Salutschüssen als Ehrenbezeugung verabschiedete die Missouri den Diplomaten während dessen Beisetzung in Istanbul. Danach legte das Schlachtschiff im griechischen Hafen von Piräus bei Athen an. Mit dieser Fahrt demonstrierte die US-amerikanische Regierung ihre Solidarität mit den Regierungen dieser beiden Länder, die zunehmenden sowjetischen Drohungen ausgesetzt waren. Auf dem Rückweg standen weitere Hafenbesuche in Algerien (Algier) und Marokko (Tanger) an. Am 9. Mai erreichte die Missouri ihren Heimathafen in Norfolk. Später im Mai nahm sie vor Puerto Rico an der ersten großen Übung der US-Streitkräfte im Atlantik nach dem Krieg teil. Auch das restliche Jahr 1946 standen diverse Übungen an der US-Westküste an.
Am 30. August 1947 erreichte die Missouri Rio de Janeiro während der „Inter-American Conference for the Maintenance of Hemisphere Peace and Security“. Auf dieser Konferenz wurde der Interamerikanische Vertrag über gegenseitigen Beistand unterzeichnet, das interamerikanische Pendant zur NATO. Am 7. September kam US-Präsident Truman mit Familie an Bord und ließ sich von der Missouri zurück in die Vereinigten Staaten bringen. Anschließend wurde das Schiff, wiederum in New York, überholt und am 10. März 1948 wieder der Flotte zugeordnet. Den Rest des Frühlings und den Sommer verbrachte die Missouri mit Erprobungsfahrten und Übungsmissionen für Midshipmen und Reservepersonal. Im November folgte eine dreiwöchige Kaltwetterübung in der Davisstraße. Im Januar 1949 war sie an der Suche nach der Star Ariel beteiligt. Im gleichen Jahr standen danach hauptsächlich Manöver und Übungsfahrten an. Am 23. September 1949 begann die Missouri eine weitere Überholung, diesmal in der Norfolk Naval Shipyard. Zu diesem Zeitpunkt war die Missouri das einzige aktive Schlachtschiff der US-Flotte. Ihre Schwesterschiffe wurden 1948 und 1949 in Reserve gestellt, lediglich die Missouri blieb als Symbol des Kriegserfolges auf Anordnung von Truman und gegen den Willen der militärischen Führung um Verteidigungsminister Louis A. Johnson, der Budgeteinsparungen durchsetzen wollte, in Dienst.
Die Überholung war am 17. Januar 1950 beendet. Bei der Ausfahrt aus der Werft lief die Missouri in den seichten Gewässern vor Hampton Roads hart auf Grund. Das Schiff wurde durch den Aufprall rund zwei Meter aus dem Wasser gehoben. Es saß so tief in der Sandbank, dass Munition, Vorräte und Treibstoff von Bord gebracht werden mussten, um ein Aufschwimmen bei Flut zu erleichtern. Die Befreiungsaktion benötigte mehrere Schlepper und Pontons sowie eine starke Tide, die das Schlachtschiff am 1. Februar 1950 letztlich befreien konnte. Die Grundberührung machte wegen kleinerer Schäden am Kiel und Rumpf einen Aufenthalt im Trockendock notwendig. Dafür musste der Rumpf des nie fertiggestellten Schwesterschiffes Kentucky aus seinem Baudock bei der Norfolk Naval Shipyard ausgeschwommen werden, um das Dock freizumachen. Mitte Februar war die Missouri wieder komplett hergestellt.

#### Koreakrieg

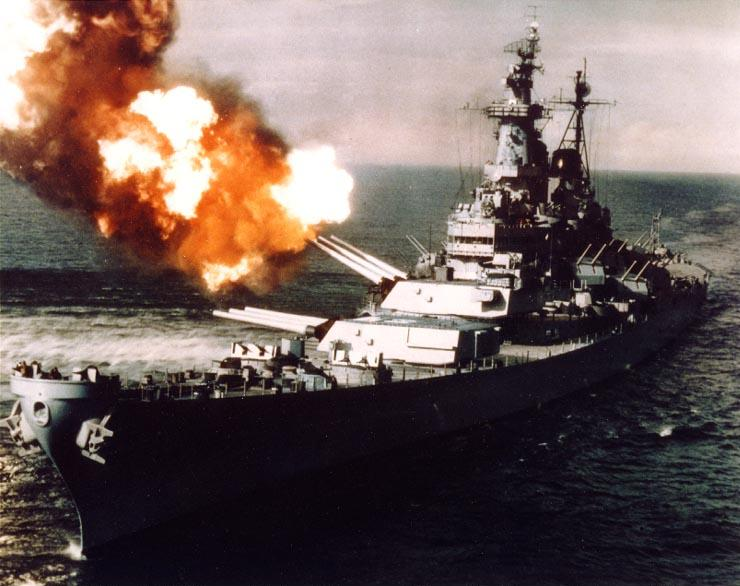
Beschuss nordkoreanischer Stellungen bei Chong Jin am 21. Oktober 1950

Als am 25. Juni 1950 mit der Invasion Nordkoreas in den Süden des Landes der Koreakrieg begann, war die Missouri noch immer das einzige US-Schlachtschiff, das in Dienst stand. Die anderen drei wurden jedoch ab November 1950 reaktiviert. Kurzfristig konnte die US-Führung also nur die Missouri entsenden. Bereits am 19. August verließ sie ihren Heimathafen Norfolk und wechselte in den Pazifik über, wo sie am 14. September westlich von Kyūshū zu einer Flotte der Vereinten Nationen stieß. Bereits am nächsten Tag begann die Missouri mit Küstenbeschießungen auf Ziele in Samcheok, um nordkoreanische Truppen von der Landung bei Incheon abzulenken. Bis in den Oktober hinein wurde das Schlachtschiff sowohl für Küstenangriffe wie auch als Eskorteinheit für Flugzeugträger eingesetzt. Um Weihnachten 1950 deckte die Missouri den Rückzug der UN-Truppen nach der Niederlage in der Schlacht um das Chosin-Reservoir, bis in den März hinein folgten dann wieder Küstenbeschießungen und Trägeroperationen. Am 28. März 1951 endete die erste Verlegung der Missouri in den Koreakrieg, sie kehrte am 27. April nach Norfolk zurück, verbrachte den Sommer mit Übungsfahrten für Rekruten in europäischen Gewässern und dockte im Oktober in die Norfolk Naval Shipyard ein, wo sie bis Ende Januar 1952 überholt wurde. Nach Erprobungs- und weiteren Übungsfahrten kehrte das Schlachtschiff bereits im August zurück in die Marinewerft Norfolk, um sich auf einen zweiten Einsatz vor Korea vorbereiten zu lassen.
Der begann am 11. September 1952 mit dem Verlassen der Werft, am 17. Oktober erreichte die Missouri den Kriegshafen im japanischen Yokosuka. Den Rest des Jahres verbrachte das Schiff mit Küstenbeschießungen, die bis zum 25. März 1953 fortgeführt wurden. In beiden Einsätzen zusammengenommen verschoss die Missouri aus ihren 40,6-cm-Geschützen über 7000 Geschosse. Am 6. April wurde die Missouri von ihrem Schwesterschiff New Jersey abgelöst und erreichte am 4. Mai Norfolk. Nach weiteren Ausbildungsfahrten für Midshipmen folgte von November 1953 bis April 1954 eine weitere Überholung in der Norfolk Naval Shipyard. Auf der im Juni folgenden Übungsfahrt ins Mittelmeer fuhr die Missouri das einzige Mal überhaupt zusammen mit all ihren drei Schwesterschiffen. Nach der Rückkehr wurde die Missouri in den Pazifik verlegt, um an der US-amerikanischen Westküste außer Dienst und in Reserve gestellt zu werden. Offizielles Datum der Außerdienststellung in der Puget Sound Naval Shipyard nahe Seattle im Bundesstaat Washington war der 26. Februar 1955.

### Reserveflotte (1955–1986)

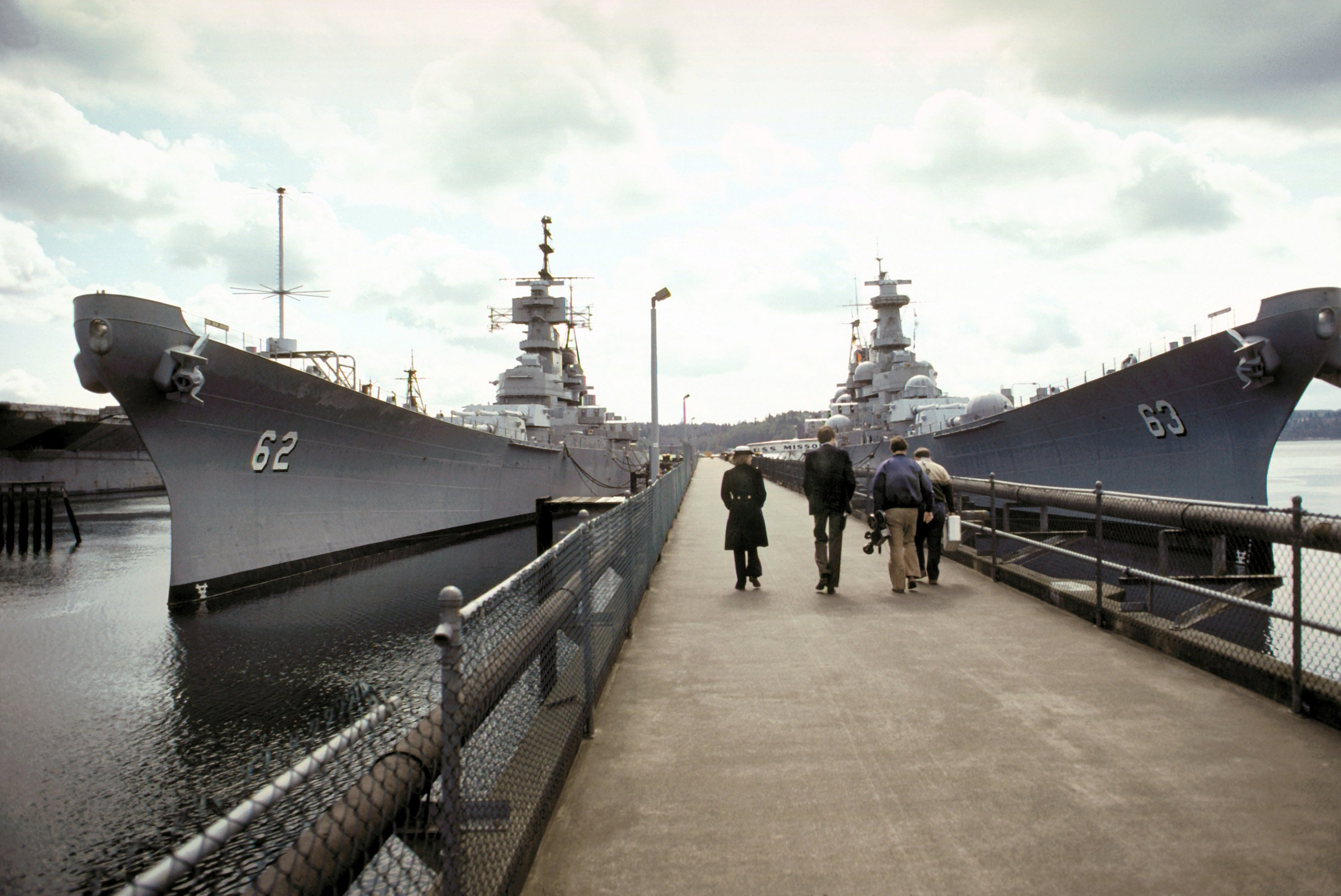
Missouri und New Jersey liegen 1981 eingemottet Seite an Seite

Seitdem wurde die Missouri in der „Pacific Reserve Fleet“ in der Puget Sound Naval Shipyard nur noch auf minimalem Niveau in Stand gehalten. Bis 1958 wurden auch ihre drei Schwesterschiffe in Reserve gestellt, so dass die US-Flotte erstmals im 20. Jahrhundert kein aktives Schlachtschiff mehr unterhielt. Eine Rumpfbesatzung auf dem Schiff sorgte dafür, dass die Bilge permanent gelenzt wurde und sonstige unabdingbare Arbeiten durchgeführt wurden. Außerdem konnte das Schiff für die Ausbildung von Reservepersonal genutzt werden. Da die Missouri den landseitigsten Pier zugewiesen bekam, war sie auch für Touristen ein häufig angesteuertes Ziel. Laut Dictionary of American Naval Fighting Ships kamen bis zu 180.000 Besucher pro Jahr auf das „Surrender Deck“. Die New Jersey wurde nach ihrem Einsatz im Vietnamkrieg 1969 ebenfalls in den Puget Sound verlegt, so dass nun zwei der vier Schiffe der Iowa-Klasse dort in Reserve lagen.

### Zweite Dienstzeit (1986–1992)

#### Wiederindienststellung

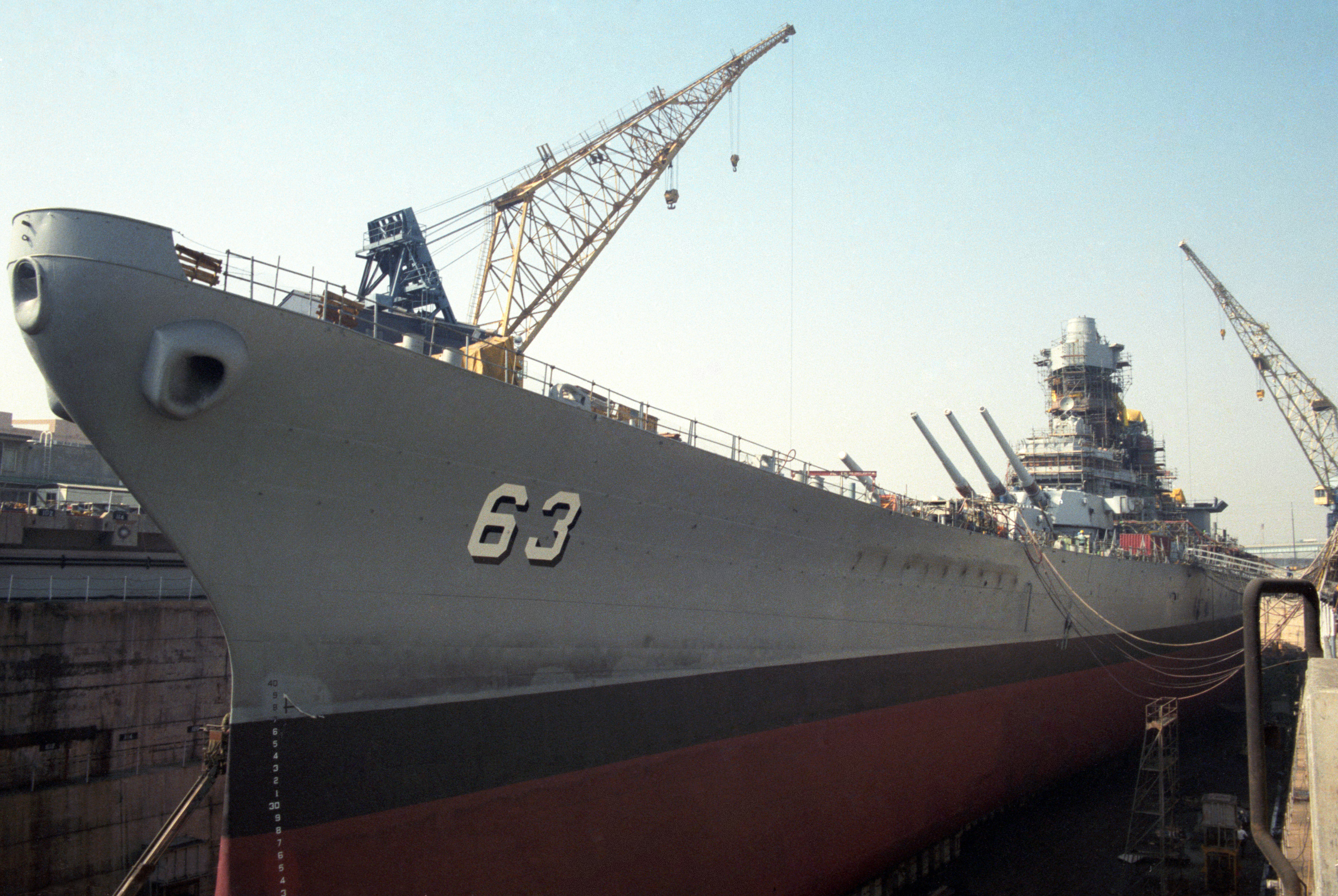
Missouri während der Modernisierung

Nachdem Marineminister John Lehman unter Präsident Ronald Reagan im Zuge der Aufrüstung der US-Streitkräfte das Programm „Marine der 600 Schiffe“ aufgelegt hatte, wurden der Reihe nach alle vier Iowa-Schlachtschiffe wieder in den aktiven Dienst übernommen. Die New Jersey verließ den Puget Sound bereits 1981; erst 1985, nach 30 Jahren in der Reserveflotte, folgte die Missouri. Das Schlachtschiff wurde zum Long Beach Naval Shipyard südlich von Los Angeles geschleppt und dort von Grund auf überholt und modernisiert. Vor allem umfassten die Arbeiten dort die Nachrüstung mit Lenkwaffen. Anfang 1986 war die Modernisierung vollendet, erste Erprobungs- und Übungsfahrten begannen und wurden im Mai abgeschlossen. Am 10. Mai 1986 erfolgte die offizielle Wiederindienststellung der Missouri, bis August folgten weitere Übungen.
Am 10. September begann die modernisierte Missouri als Jungfernfahrt mit einer Weltumrundung, um im Rahmen von Antrittsbesuchen in mehreren Häfen rund um den Erdball eine Demonstration der Kapazitäten der wiederindienstgestellten Schlachtschiffe durchzuführen. Die Reise führte die Missouri zu Beginn über Hawaii nach Sydney, Australien. Von dort befuhr sie den Indischen Ozean mit Zwischenstopp auf Diego Garcia und über das Rote Meer und durch den Sueskanal ins Mittelmeer. Dort legte sie in Istanbul und nach der Durchfahrt der Meerenge von Gibraltar im Hafen von Lissabon an. Nach der Transatlantikfahrt kehrte die Missouri durch den Panamakanal nach drei Monaten wieder nach Long Beach zurück. Dies war die erste Weltumrundung eines Schlachtschiffs seit der Fahrt der berühmten Großen Weißen Flotte 1907 bis 1909.

#### Persischer Golf

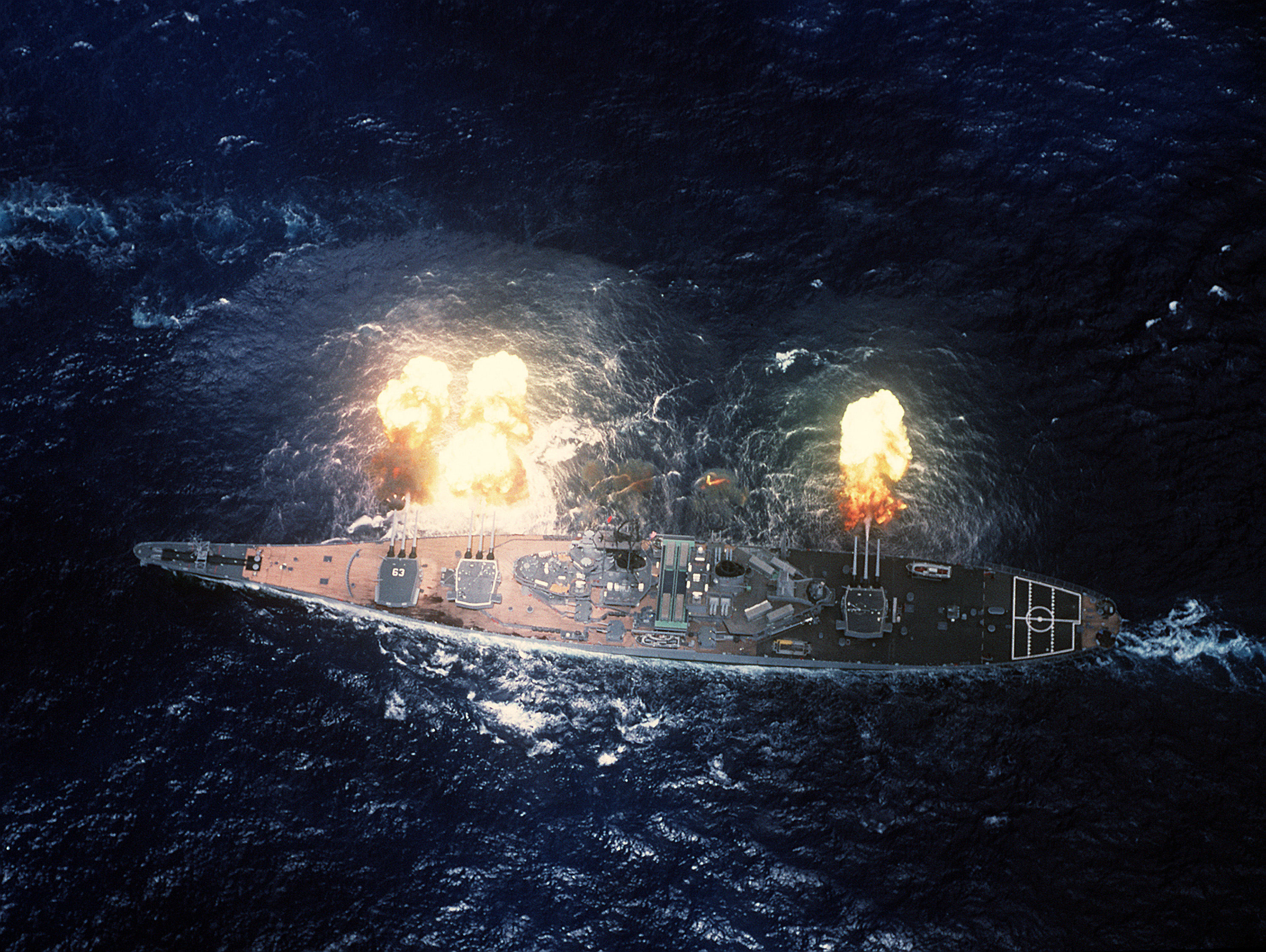
Die Missouri feuert eine Breitseite während RIMPAC 1988

Im Mai 1987 wurde die Missouri wieder mit kleinkalibrigen Maschinenkanonen ausgerüstet, deren Weltkriegsvorgänger gerade erst anlässlich ihres Werftaufenthalts entfernt worden waren. Diese Sekundärbewaffnung wurde für die erste Fahrt des Schlachtschiffes in den Persischen Golf benötigt, um auch kleine Ziele wie Schnellboote bekämpfen zu können. Im Rahmen der Operation Earnest Will hatte die Missouri mit ihrer „Battlegroup Echo“ den Auftrag erhalten, auf das Sternenbanner der Vereinigten Staaten umgeflaggte kuwaitische Tanker während deren Passage durch die Straße von Hormus vor Angriffen der Iraner zu schützen, was die Ergänzung ihrer Bewaffnung notwendig machte. Während dieser Zeit war die Missouri über 100 Tage ununterbrochen auf See. Nach Besuchen in Australien und Hawaii kehrte die Missouri am 19. Januar 1988 nach Long Beach zurück. Nach lokalen Übungen und Manövern nahm sie um den Jahreswechsel 1988/1989 an der multinationalen Übung RIMPAC teil. Zwischen Februar und Juni 1989 fand schließlich eine Instandhaltung in der Long Beach Naval Shipyard statt. Während dieser Zeit wurde Chers Musikvideo zu dem Song If I Could Turn Back Time auf dem Deck der Missouri aufgenommen, zahlreiche Besatzungsmitglieder spielten als Statisten mit.
Nach Ende der Überholung folgte eine kurze Übungsperiode, dann die Teilnahme an der Übung PACEX mit japanischen und US-amerikanischen Einheiten. 1990 stand das zweite RIMPAC-Manöver auf dem Dienstplan. Im Mai kehrte das Schiff nach Long Beach zurück und nahm im Folgenden an weiteren Manövern teil. Im September sollte die Missouri auf eine viermonatige Fahrt in den Westpazifik gehen, diese wurde jedoch auf Grund der Invasion des Irak in Kuwait abgesagt. Stattdessen wurde die Missouri am 13. November in die Krisenregion entsandt.

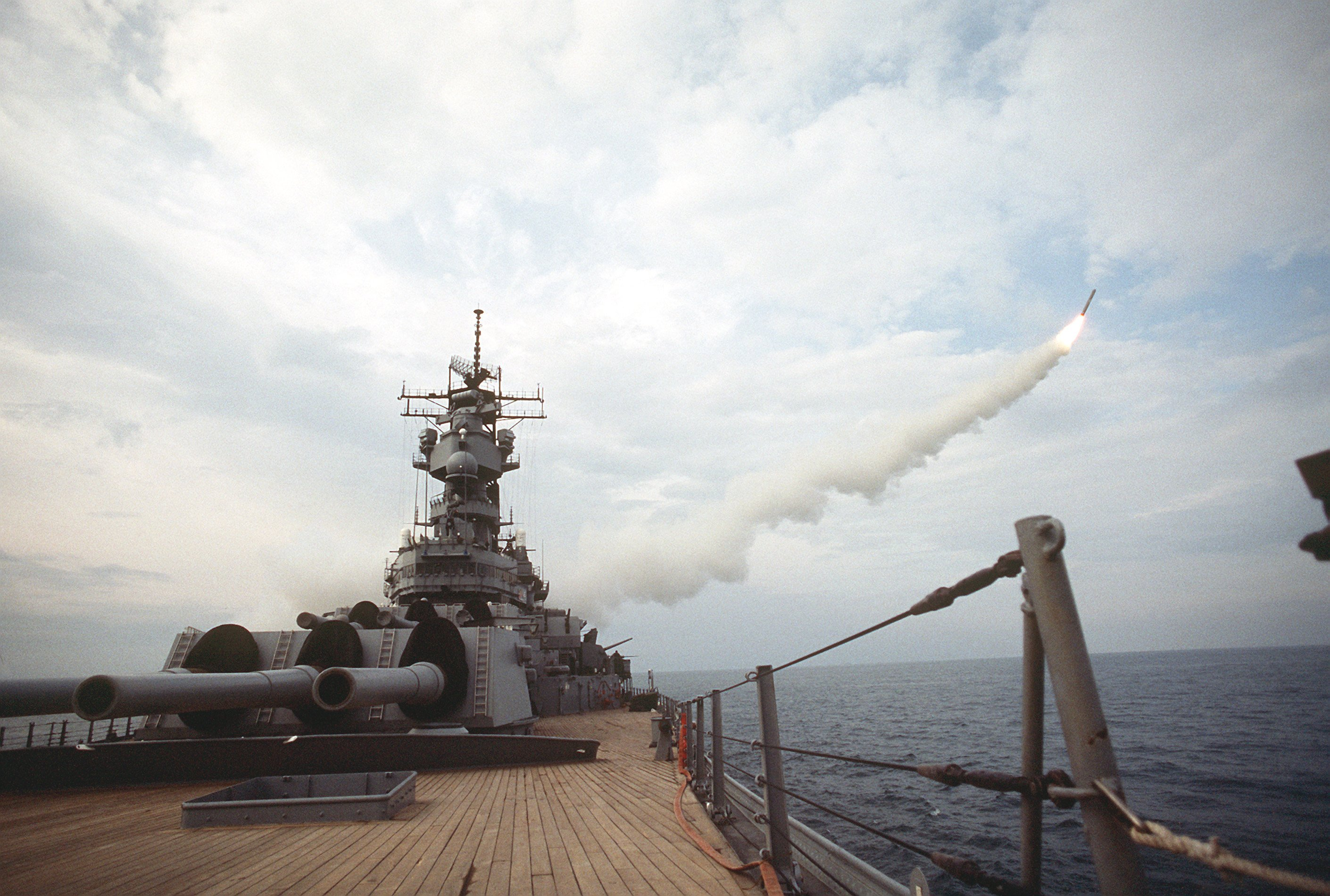
Die Missouri feuert am 17. Januar 1991 einen Marschflugkörper „Tomahawk“

Auf der Fahrt wurden diverse Zwischenstopps eingelegt, unter anderem in Pearl Harbor und der Naval Base Subic Bay auf den Philippinen. Erst am 3. Januar 1991 lief das Schiff durch die Straße von Hormus in den Persischen Golf ein, um in den Zweiten Golfkrieg einzugreifen. Erste Angriffe auf irakische Ziele startete die Missouri am ersten Kriegstag am 17. Januar. In den folgenden fünf Tagen schoss das Schlachtschiff 28 Marschflugkörper vom Typ Tomahawk auf Ziele im irakischen Kriegsgebiet ab und auch ihre Hauptgeschütze wurden zu Küstenbeschießungen eingesetzt. Da sie dazu in die stark verminten Küstengewässer vor dem Irak und Kuwait eindringen musste, war die Missouri während solcher Missionen immer auf Begleitschiffe angewiesen, die das Gebiet nach Minen absuchten. Die Schutzsysteme gegen Unterwasserdetonationen konnten auch ein Schiff der Iowa-Klasse zwar vor dem Untergang, aber nicht vor Beschädigungen bewahren, da die gepanzerten Torpedoschotten nur vor der Wirkung seitlicher Detonationen schützten. Ein Minentreffer im Bereich des ungepanzerten Schiffsbodens hätte dagegen unter Umständen zum Abbruch der Operation gezwungen.

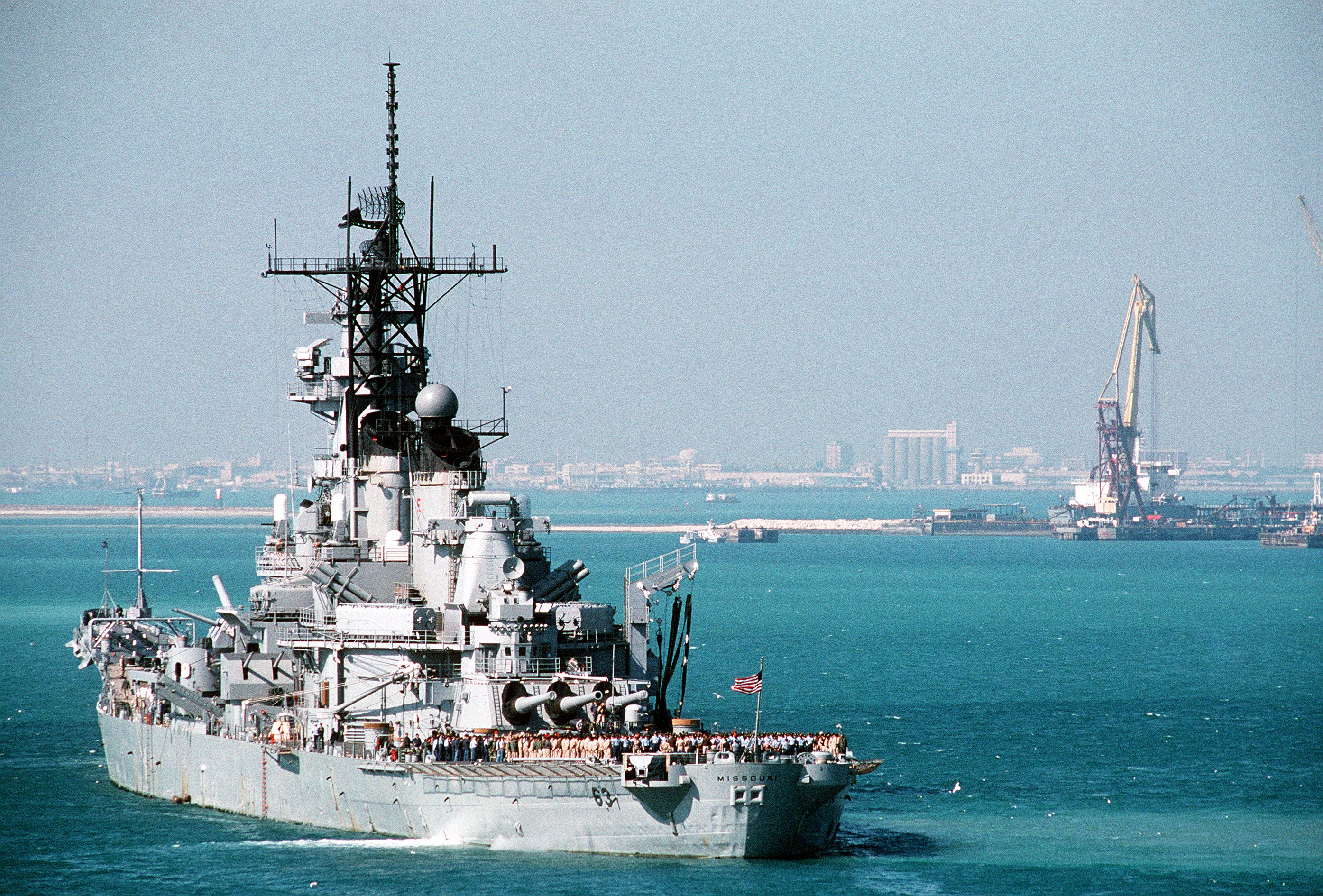
Die Missouri 1991 im Persischen Golf

Während des Golfkrieges feuerte die Missouri rund 750 Geschosse aus ihren 40,6-cm-Geschützen, doch dieser Beschuss blieb von irakischer Seite nicht unbeantwortet. Am 25. Februar feuerten Küstenverteidigungskräfte einen Silkworm-Seezielflugkörper, die chinesische Kopie der sowjetischen SS-N-2 Styx, auf die Kampfgruppe um die Missouri. Er kam der Missouri gefährlich nahe. Der US-amerikanischen Fregatte Jarrett gelang es nicht, den Flugkörper mit ihren Phalanx-Nahbereichsverteidigungssystemen abzufangen, erst der britische Zerstörer Gloucester zerstörte die Silkworm rund 600 Meter vor der Missouri mit ihrem Sea-Dart-System. Während dieses Angriffs erlitt die Missouri vereinzelte Treffer durch eigene Kräfte: Ein Phalanx-Feuerstoß der Jarrett war zwar auf die Silkworm gezielt, das Feuerleitsystem wurde allerdings von einem von der Missouri ausgestoßenen Düppel abgelenkt. Vier bis fünf der Geschosse trafen die Missouri, richteten aber keinen großen Schaden an.
Nachdem die Kampfhandlungen Ende Februar weiter von der Küste entfernt geführt wurden, konnte die Artillerie der Missouri nicht mehr eingreifen. Sie patrouillierte noch bis zum 21. März im Golf und wurde dann abgezogen. Über Australien erreichte sie am 13. Mai 1991 wieder Long Beach. Von dort aus besuchte sie noch im selben Jahr die „Fleet Week“ in San Francisco und empfing im Dezember US-Präsident George H. W. Bush zu den 50-Jahr-Gedenkfeiern des Angriffs auf Pearl Harbor an Bord. Ihre letzte große Fahrt begann die Missouri von Hawaii aus am 9. Dezember 1991. Dabei wurden einige Filmsequenzen für den Kinostreifen Alarmstufe: Rot gedreht. Im Januar 1992 begannen schließlich die Vorbereitungen zur Deaktivierung und am 31. März wurde die Missouri endgültig außer Dienst gestellt.

### Seit der endgültigen Außerdienststellung

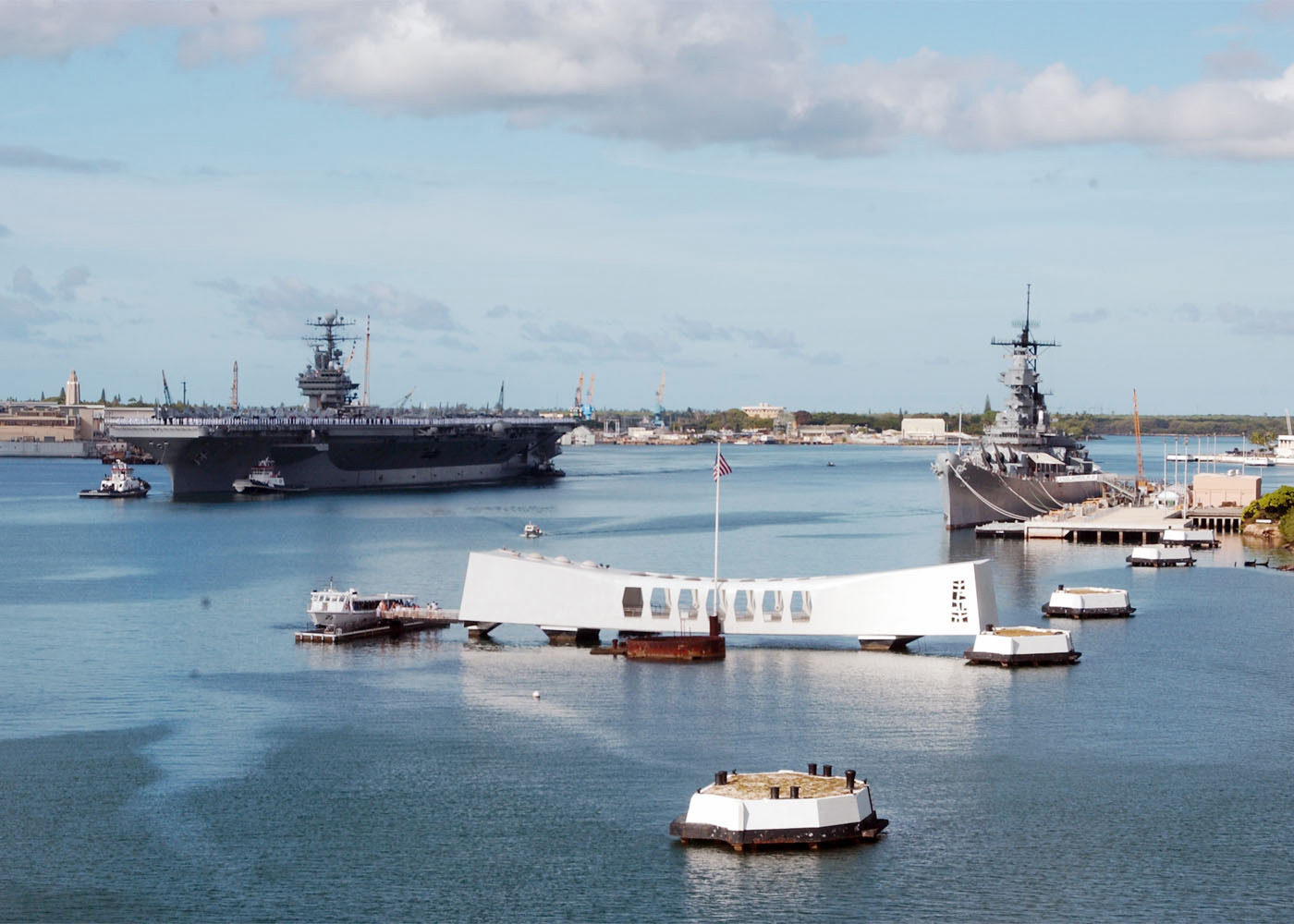
Vorn das USS Arizona Memorial, dahinter die Missouri. Links der Flugzeugträger Abraham Lincoln mit angetretener Besatzung

Von der Deaktivierungswerft in Long Beach schleppte die Narragansett das Schlachtschiff im April 1992 wieder in den Puget Sound. Dort blieb die Missouri Teil der Reserveflotte, bis sie am 12. Januar 1995 aus dem Schiffsregister der US Navy gestrichen wurde.
Am 4. Mai 1998 unterzeichnete Marineminister John Howard Dalton die Stiftungsurkunde, mit der die Missouri an eine gemeinnützige Organisation, die „Missouri Memorial Association“, übergeben wurde. Die plante, das Schiff in Pearl Harbor als Museumsschiff herzurichten. Nachdem der Rumpf der Missouri gereinigt worden war, wurde das Schlachtschiff nach Hawaii geschleppt und dort dem Verein übergeben, der es Anfang 1999 der Öffentlichkeit zugänglich machte. Dort liegt das Schlachtschiff mit dem Bug der am 7. Dezember 1941 gesunkenen Arizona und dem USS Arizona Memorial zugewandt. Für diesen Liegeplatz zahlt die Organisation monatlich Mietkosten in Höhe von 17.300 US-Dollar.
Eine der Hauptattraktionen für die 400.000 Besucher jährlich ist das Surrender Deck, auf dem eine Messingplakette an die Kapitulation Japans erinnert. Die Inschrift lautet:
USS Missouri
Over this spot on 2 September 1945 the instrument of formal surrender of Japan to the allied powers was signed thus bringing to a close the Second World War. The ship at that time was at anchor in Tokyo Bay.
Latitude 35° 21′ 17″ North. Longitude 139° 45′ 36″ East
USS Missouri
An dieser Stelle wurde am 2. September 1945 die Urkunde der formellen Kapitulation Japans gegenüber den Alliierten unterzeichnet und damit der Zweite Weltkrieg zu einem Ende gebracht. Das Schiff lag zu jener Zeit in der Bucht von Tokio vor Anker.
Breite 35° 21′ 17″ Nord. Länge 139° 45′ 36″ Ost.
Ab Oktober 2009 wurde die Missouri im Trockendock der Pearl Harbor Naval Shipyard komplett überholt. Der gesamte Rumpf erhielt eine neue Lackierung, um Rostbildung zu verhindern, außerdem wurden Teile des Teakholz-Decks neu verlegt. Die Überholung kostete rund 18 Millionen Dollar und wurde Anfang Januar 2010 abgeschlossen.
Anders als die anderen drei aus dem Zweiten Weltkrieg stammenden Schiffe in Pearl Harbor, neben der Arizona auch die Utah und die Bowfin, ist die Missouri keine „National Historic Landmark“. Obwohl sie als letztes in Dienst gestelltes Schlachtschiff der Vereinigten Staaten und Unterzeichnungsort der japanischen Kapitulation sicherlich die Voraussetzung als „nationally significant in American history and culture“ („von nationaler Bedeutung in amerikanischer Geschichte und Kultur“) erfüllen würde, verpasst sie die weiteren Kriterien, da ihr Erscheinungsbild während des Umbaus in den 1980er-Jahren stark verändert wurde. Sie ist lediglich seit dem 14. Mai 1971 im National Register of Historic Places verzeichnet.
Ein Modell im Maßstab 1:48 des Zustands von 1945 wurde von der Schiffsbaufirma Gibbs & Cox 1951 angefertigt. Eine Bauzeit von 23 Monaten bzw. 77000 Arbeitsstunden stecken in dem 5,791 m langen und sehr präzisem Modell. Es wird im Navy Museum, Washington Navy Yard, Washington, DC, gezeigt.
Die Missouri diente auch als Handlungsort einiger Spielfilme, darunter die Produktionen Battleship und Alarmstufe: Rot.